# Чхандог'я-упанішада
«Чхандог'я-упанішада» (Chāndogya Upaniṣad IAST) — санскритський ведичний текст. Одна з одинадцяти упанішад канону мукха, до якого належать найстародавніші упанішади. Поряд з «Джайміні-упанішада-брахманою» і «Бріхадараньяка-упанішадою» є однією з найдавніших Упанішад, що датується ученими періодом складання брахман — початком I тисячоліття до нашої ери. «Чхандог'я-упанішада» пов'язується з «Сама-Ведою» і в каноні муктіка з 108 основних Упанішад стоїть на дев'ятому місці. Є частиною «Чхандог'я-брахмани» (глави з 2-ї по 10-у). Поряд з «Бріхадараньяка-упанішадою», «Чхандог'я-упанішада» є найдавнішим джерелом основних положень філософії веданти. Про особливе значення цієї Упанішади у ведантичній філософії можна судити по посиланнях на неї у «Веданта-сутрах». Зі збережених коментарів до «Чхандог'я-Упанішади» найбільш раннім є коментар Шанкари. Ананда Гирі стверджує у своєму коментарі, що задовго до Шанкари об'ємний коментар до цієї Упанішади був написаний Драмідачар'ею. Коментар цей, однак, не дійшов до наших днів, та й про самого Драмідачар'ю відомо вкрай мало. Коментар Драмідачар'ї, у свою чергу, ґрунтувався на короткому огляді «Чхандог'я-упанішади» авторства Брахмананді Танкачар'ї. Цих двох вчених часто згадує у своїх коментарях «Веданта-санграха» і «Шрібхаш'я» вайшнавский ачар'я Рамануджа.
«Чхандог'я» — локус класикус висловлювання «Ти і є Воно», Тат твам асі.